# Cimbriolo
Cimbriolo è una località situata nel comune di Castellucchio, in provincia di Mantova.
Studi risalenti al 
2014 hanno portato nuove ipotesi circa il luogo in cui si svolse la battaglia dei Campi Raudii. Basandosi sulla toponomastica, sarebbe stata individuata una località compresa tra Redondesco (Raudaldisco in epoca longobarda) e Rodigo (Raudingo in epoca longobarda), in provincia di Mantova, nomi che entrambi rimandano ai campi "raudi", luoghi in prossimità della via Postumia che i Cimbri avrebbero incontrato scendendo dal Brennero. Anche la località di Cimbriolo, nel comune di Castellucchio (Castrum Lugius), rimanderebbe all'omonima popolazione. Torna dunque di attualità un'ipotesi sostenuta dagli storici Ganelli e Agnelli nel Seicento circa il luogo del mantovano ove avvenne lo scontro.